# 高寺たけし
高寺 たけし（たかでら たけし、1970年7月23日 -）は、日本の音響監督。2005年以前は高寺 雄（読みは同じ）名義で活動していた。
マジックカプセルで制作を担当した後、テクノサウンド、HALF H・P STUDIOを経て、現在はフリーの音響監督として活動している。

## 参加作品
※ 特記のない限り全て音響監督としての参加

### テレビアニメ
1993年
- ジャングルの王者ターちゃん（音響制作）

1994年
- 3丁目のタマ うちのタマ知りませんか?（第2期、音響制作担当）

1997年
- マスターモスキートン'99（音響制作）
- MAZE☆爆熱時空（音響制作）

1998年
- 頭文字D（音響制作担当）
- 時空探偵ゲンシクン（音響監督補）
- ジェネレイターガウル（音響制作担当）
- 星方武侠アウトロースター（音響制作）

1999年
- 頭文字D Second Stage（サウンドデザイン）
- 星方天使エンジェルリンクス（音響制作）
- それゆけ!宇宙戦艦ヤマモト・ヨーコ（音響制作）
- 地球防衛企業ダイ・ガード（サウンドデザイン）

2000年
- 女神候補生（サウンドデザイン）

2001年
- 砂漠の海賊!キャプテンクッパ（音響効果）
- サラリーマン金太郎（音響制作担当）
- ノワール（音響制作担当）
- 花右京メイド隊（音響制作担当）

2002年
- .hack//SIGN（音響制作担当）
- 爆闘宣言ダイガンダー（音響制作担当）

2003年
- AVENGER（音響制作担当）
- .hack//黄昏の腕輪伝説（音響制作担当）
- 冒険遊記プラスターワールド（音響制作担当）
- まぶらほ

2004年
- 今日からマ王! 第1シリーズ
- MADLAX（音響制作担当）

2005年
- ガンパレード・オーケストラ
- 今日からマ王! 第2シリーズ
- ザ・バットマン（日本語版演出）

2006年
- 機神咆吼デモンベイン
- 白い恋人
- スーパーロボット大戦OG -ディバイン・ウォーズ-
- 武装錬金

2007年
- Over Drive
- 機神大戦ギガンティック・フォーミュラ
- ザ・バットマンシーズン3（日本語版演出）

2008年
- H2O -FOOTPRINTS IN THE SAND-
- 今日からマ王! 第3シリーズ
- ザ・バットマンシーズン4（日本語版演出）
- ロザリオとバンパイア（録音監督）
  - ロザリオとバンパイア CAPU2（録音監督）

2009年
- アキカン!
- クロスゲーム
- ザ・バットマンシーズン5（日本語版演出）
- バットマン:ブレイブ&ボールド（日本語版演出）
- PandoraHearts

2010年
- えむえむっ!
- 心霊探偵 八雲

2011年
- カードファイト!! ヴァンガード
- 神様ドォルズ ※岸誠二と共同
- クロスファイト ビーダマン
- Dororonえん魔くん メ〜ラめら

2012年
- カードファイト!! ヴァンガード アジアサーキット編
- クロスファイト ビーダマンeS
- ZETMAN
- 爆TECH!爆丸

2013年
- カードファイト!! ヴァンガード リンクジョーカー編
- 声優戦隊ボイストーム7
- 爆TECH!爆丸 ガチ
- ヤング・ジャスティス（日本語版演出）
- 弱虫ペダル

2014年
- ディーふらぐ!
- ストレンジ・プラス
  - 真 ストレンジ・プラス

- カードファイト!! ヴァンガード レギオンメイト編
- ヒーローバンク
- 弱虫ペダル GRANDE ROAD

2015年
- アブソリュート・デュオ
- 境界のRINNE

2016年
- あおおに〜じ・あにめぇしょん〜
- D.Gray-man HALLOW
- ばくおん!!
- Fate/Grand Order -First Order-
- 私がモテてどうすんだ

2017年
- エルドライブ【ēlDLIVE】
- トミカハイパーレスキュー ドライブヘッド 機動救急警察
- 弱虫ペダル NEW GENERATION
- ROBOMASTERS THE ANIMATED SERIES

2018年
- 音楽少女
- 蒼天の拳 REGENESIS
- ゆるキャン△
- 弱虫ペダル GLORY LINE
- ラディアン（音響演出）

2019年
- 私に天使が舞い降りた!

2020年
- 恋する小惑星
- へやキャン△
- 放課後ていぼう日誌
- 巨神と氷華の城
- ガル学。〜聖ガールズスクエア学院〜

2021年
- ゆるキャン△ SEASON2
- SELECTION PROJECT
- 先輩がうざい後輩の話

2022年
- RPG不動産
- 可愛いだけじゃない式守さん
- Engage Kiss
- デュエル・マスターズ WIN

2023年
- 【推しの子】
- め組の大吾 救国のオレンジ
- 経験済みなキミと、経験ゼロなオレが、お付き合いする話。

2024年
- ゆるキャン△ SEASON3
- 時々ボソッとロシア語でデレる隣のアーリャさん
- この世界は不完全すぎる
- メカウデ

2025年
- 日々は過ぎれど飯うまし
- ばっどがーる

### 劇場アニメ
1993年
- お星さまのレール（音響制作）
- 銀河英雄伝説 新たなる戦いの序曲（音響制作）

1995年
- はじまりの冒険者たち レジェンド・オブ・クリスタニア（音響制作担当）
- マクロスプラス MOVIE EDITION（音響助手）

1998年
- パーフェクトブルー（音響制作担当）

1999年
- 劇場版カードキャプターさくら（音響制作担当）

2000年
- 風を見た少年（音響演出）
- 劇場版 ああっ女神さまっ（音響制作担当）

2008年
- 劇場版MAJOR メジャー 友情の一球

2011年
- 鉄拳 ブラッド・ベンジェンス

2012年
- 伏 鉄砲娘の捕物帳
- バイオハザード ダムネーション

2015年
- 劇場版 弱虫ペダル

2017年
- 青鬼 THE ANIMATION

2022年
- 映画 ゆるキャン△

2024年
- デッドデッドデーモンズデデデデデストラクション

### OVA
1993年
- ザ ・コクピット（音響制作）

1994年
- GATCHAMAN（音響助手）
- 銀河英雄伝説第3期（音響制作）※第77話まで
- リカちゃんとヤマネコ 星の旅（音響制作）

1995年
- 美少女遊撃隊バトルスキッパー（音響助手）
- マクロスプラス（録音助手）

1996年
- エンジェル伝説（音響監督助手）
- シャーマニックプリンセス（音響制作）
- それゆけ!宇宙戦艦ヤマモト・ヨーコ（音響助手）
- 鉄腕バーディー（音響制作担当）
- ぼくのマリー（音響助手）
- マスターモスキートン（音響制作）
- レジェンド・オブ・クリスタニア（音響制作担当）

1997年
- それゆけ!宇宙戦艦ヤマモト・ヨーコII（音響制作担当）

1998年
- 教科書にないッ!（音響制作担当）
- 聖少女艦隊バージンフリート（音響制作担当）

1999年
- てなもんやボイジャーズ（音響制作担当）

2000年
- 北へ。Pure Session（サウンドプロジェクトチーム）
- フリクリ（音響制作担当（第5話以降））

2002年
- 小川のメダカ（音響制作）
- .hack//Liminality（音響制作担当）
- マジンカイザー（音響制作担当）

2003年
- .hack//GIFT（音響制作担当）
- マジンカイザー 死闘!暗黒大将軍（音響制作担当）

2007年
- 今日からマ王! R

### Webアニメ
2008年
- 亡念のザムド

2018年
- 聖闘士星矢 セインティア翔
- ちちぶでぶちち

2024年
- Duel Masters LOST

### 吹き替え
- OK K.O.! めざせヒーロー

### その他
- 武装錬金 ドラマCD（演出）
- 長屋王残照記 ドラマCD
- ラジオ 真名&うっちぃの ギガンティック☆4U